# Заслуженный военный лётчик СССР
Заслуженный военный лётчик СССР — почётное звание, присваиваемое лётному составу частей, соединений, объединений, учреждений, военно-учебных заведений и управлений центрального аппарата Министерства обороны СССР, имеющему квалификацию «Военного лётчика 1-го класса» или «Военного лётчика-инструктора 1-го класса», за особые заслуги в освоении авиационной техники, высокие показатели в воспитании и обучении лётных кадров и многолетнюю безаварийную лётную работу в авиации Вооружённых Сил СССР.

## История
Присваивался Президиумом Верховного Совета СССР по представлению Министра обороны СССР. Лицам, удостоенным звания «Заслуженный военный лётчик СССР» вручалась грамота Президиума Верховного Совета СССР и нагрудный знак установленного образца, носимый на правой стороне груди, над орденами СССР (при их наличии).
Лишение почётного звания «Заслуженный военный лётчик СССР» могло быть произведено только Президиумом Верховного Совета СССР (по представлению суда или Министра обороны СССР).
- почётное звание установлено Указом Президиума Верховного Совета СССР от 26 января 1965 года N 3230-VI.
- Указом Президиума Верховного Совета СССР от 19 августа 1965 года «О присвоении почетных званий „Заслуженный военный летчик СССР“» первыми удостоены почетного звания «Заслуженный военный летчик СССР» 29 человек:
  - генерал-майор авиации Бабаев А. И.,
  - генерал-лейтенант авиации Бабков В. П.,
  - генерал-майор авиации Власенко Г. Г.,
  - генерал-майор авиации Гладков Б. Г.,
  - полковник Долгов А. К.,
  - генерал-майор авиации Дольников Г. У.,
  - генерал-лейтенант авиации Драгомирецкий В. П.,
  - генерал-лейтенант авиации Кадомцев А. Л.,
  - полковник Карих А. В.,
  - генерал-лейтенант авиации Катрич А. Н.,
  - генерал-майор авиации Коробчак Н. И.,
  - генерал-майор авиации Кузнецов Г. А.,
  - полковник Мантуров П. Ф.,
  - генерал-полковник авиации Мироненко А. А.,
  - подполковник Молин В. В.,
  - генерал-майор авиации Павлов Г. Р.,
  - полковник Панченко П. П.,
  - генерал-лейтенант авиации Решетников В. В.,
  - полковник Савельев А. А.,
  - генерал-майор авиации Савельев В. Д.,
  - маршал авиации Савицкий Е. Я.,
  - полковник Сазонов И. А.,
  - полковник Семёнов Е. М.,
  - полковник Синюкаев В. М.,
  - генерал-майор авиации Сметанин Ф. И.,
  - полковник Соколов Е. Ф.,
  - полковник Стёпочкин К. А.,
  - генерал-лейтенант авиации Томашевский А. Н.,
  - полковник Чернов А. Д.[1];
- Упразднено Указом Президиума Верховного Совета СССР от 22 августа 1988 года № 9441-XI;
- 20 февраля 1992 года Законом Российской Федерации установлено почётное звание Заслуженный военный лётчик Российской Федерации[2].